# Слэвин, Джейккоб
Джейккоб Слэвин (англ. Jaccob Slavin; род. 1 мая 1994, Эри, Колорадо) — американский профессиональный хоккеист, защитник клуба «Каролина Харрикейнз». На драфте НХЛ 2012 года был выбран в 4-м раунде под общим 120-м номером клубом «Каролина Харрикейнз». Обладатель «Леди Бинг Трофи» (2021).

## Карьера
Слэвин дебютировал в профессиональном хоккее в сезоне 2015/16 в АХЛ за клуб «Шарлотт Чекерс», который является фарм-клубом команды НХЛ «Каролины Харрикейнз». В первых 14 играх за Шарлотт Джейккоб сделал 7 ассистов и был вызван в состав «Харрикейнз», где и дебютировал в НХЛ 20 ноября 2015 года. Слэвин сделал свой первый хет-трик НХЛ 13 марта 2017 года против команды «Нью-Йорк Айлендерс».
12 июля 2017 года «Харрикейнз» подписали с Джейккобом семилетний контракт на 37,1 млн. долларов со средней зарплатой 5,3 млн. долларов в год.